# Lưu Kim Tuế Nguyệt
Lưu Kim Tuế Nguyệt (tiếng Trung: 流金岁月, bính âm: Liú Jīn Suì Yuè) được chuyển thể từ tiểu thuyết cùng tên của nhà văn Diệc Thư. Bộ phim kể về tình bạn của hai người Tưởng Nam Tôn (Lưu Thi Thi) và Chu Tỏa Tỏa (Nghê Ni), giúp đỡ nhau gắn bó không rời và cùng nhau vượt qua muôn vàn sóng gió. Tại Trung Quốc đại lục, phim được phát sóng lần đầu trên khung giờ vàng đài trung ương CCTV8 từ ngày 28/12/2020 đến 15/01/2021, mỗi ngày hai tập; song song với chiếu mạng trên trang iQIYI. Tại Việt Nam, phim được iQIYI mua bản quyền và chiếu song song với Trung Quốc, phát hành vietsub vào 20h30 (đối với tài khoản VIP) và 23h30 hôm sau (đối với tài khoản thường).

## Cốt truyện
Lưu Kim Tuế Nguyệt là một bộ phim song nữ chủ (tức hai nữ chính), kể về đôi bạn thân xinh đẹp thông minh Tưởng Nam Tôn và Chu Tỏa Tỏa, hai cô gái sống ở Thượng Hải, tuy có hoàn cảnh gia đình và tính cách khác nhau nhưng vẫn có một tình bạn sâu sắc, cùng dìu dắt nhau vượt qua những giai đoạn khó khăn trong cuộc sống. Thuở thiếu thời, vì gia đình gặp cảnh éo le nên Tỏa Tỏa đã được gia đình Nam Tôn nhận nuôi, từ đó đặt nền móng cho tình bạn bền bỉ của hai người. Sau khi bước vào đời,  Chu Toả Toả nhanh chóng tạo dựng được tên tuổi trong thương trường bằng tài năng và hiệu suất làm việc mẫu mực của mình. Tưởng Nam Tôn tiếp tục theo đuổi học vấn, trở thành người học rộng tài cao. Tuy nhiên, Tưởng gia sau đó gặp chuyện. Chu Tỏa Tỏa giúp Tưởng Nam Tôn ổn định cuộc sống, cho cô chỗ ở và việc làm. Bằng sự chăm chỉ và kiến thức của mình, Tưởng Nam Tôn từng bước trở thành một phụ nữ trí thức xuất sắc.
Chu Tỏa Tỏa sau đó kết hôn. Dù cuộc hôn nhân của cô có vẻ bề ngoài phong quang nhưng kỳ thực lại không được lòng gia đình chồng. Khi cuộc hôn nhân của cô trở nên căng thẳng, Tưởng Nam Tôn giúp Chu Tỏa Tỏa chăm sóc con cái và quản lý cuộc sống, cho đến khi cô có đủ can đảm để bước ra khỏi khó khăn của mình.
Thời gian trôi qua, hai người phụ nữ trải qua nhiều thăng trầm của cuộc sống, dần dần trưởng thành và làm chủ những năm tháng vàng son của riêng mình.

## Diễn viên

### Diễn viên chính
| Diễn viên                    | Nhân vật      | Giới thiệu |
| ---------------------------- | ------------- | --- |
| Lưu Thi Thi Han Xitong (nhỏ) | Tưởng Nam Tôn | Xuất thân từ một gia đình giàu có nhưng có một người bạn trai nghèo. Cô ấy tiếp tục đấu tranh khi gia đình cô ấy bắt cô ấy chia tay. Cô ấy không nhận ra khoảng cách của cô ấy và Chương An Nhân.                                                                                                |
| Nghê Ni Yang Kexin (nhỏ)     | Chu Tỏa Tỏa   | Muốn kết hôn với một người đàn ông giàu có. Vì vậy, cô ấy rất kỳ vọng vào những kiểu con trai đó. Cô bỏ qua hoàn cảnh hiện tại của mình và lạnh lùng với những chàng trai tội nghiệp khi họ muốn theo đuổi cô, cho đến khi cô gặp Tạ Hoành Tổ, người đã khiến cô tan chảy với tình yêu của mình. |

### Diễn viên phụ
| Diễn viên         | Nhân vật         | Giới thiệu |
| ----------------- | ---------------- | --- |
| Trần Đạo Minh     | Diệp Cẩn Ngôn    | Tổng giám đốc tập đoàn Tinh Ngôn, nhân tài kiệt xuất sở hữu quyền lực khuynh đảo thương trường. Đặc biệt quan tâm đến Chu Tỏa Tỏa nhưng vì mặc cảm tuổi tác và định kiến xã hội nên không thể bày tỏ. Sau khi Tỏa Tỏa kết hôn vẫn chủ động giúp đỡ cô, đặc biệt là khi Tạ gia phá sản.                                                                 |
| Đổng Tử Kiện      | Tạ Hoành Tổ      | "Vương tử điều hòa", khách hàng đầu tiên của Chu Tỏa Tỏa, rất thích Tỏa Tỏa và không ngại theo đuổi cô cuồng nhiệt. Về sau hai người kết hôn và có một con gái, nhưng đến cuối phim thì ly hôn. |
| Điền Vũ           | Phạm Kim Cương   | Thư ký đi theo Diệp Cẩn Ngôn nhiều năm, tính cách khá cầu toàn. Rất quý Chu Tỏa Tỏa. |
| Dương Hựu Ninh    | Vương Vĩnh Chính | Sư huynh đồng môn của Tưởng Nam Tôn, lúc đầu khắc khẩu với cô nhưng về sau nảy sinh tình cảm. Với Chương An Nhân quan hệ không tốt. |
| Dương Lặc         | Chương An Nhân   | Bạn trai ban đầu của Tưởng Nam Tôn, cũng là sư huynh đồng môn của cô giống Vương Vĩnh Chính. Khá nhỏ nhen và tính toán. |
| Hà Hoằng San      | Viên Viện        | Bạn gái của Chương An Nhân thời chưa lên Thượng Hải. Sau này trở thành nhân viên Tinh Ngôn, đồng nghiệp của Vương Vĩnh Chính, lấy tên là Selina. |
| Vương Kiêu        | Dương Kha        | Trưởng phòng kinh doanh của Tinh Ngôn, chính là người thu nạp Chu Tỏa Tỏa và là cấp trên trực tiếp ban đầu của cô. Thông minh, hiểu biết, thức thời, từng trải và có chút gian xảo, "một người đàn ông rất quyến rũ" (Chu Tỏa Tỏa). Đối với Tỏa Tỏa đặc biệt tốt, về sau do mâu thuẫn với Diệp Cẩn Ngôn nên chủ động từ chức, thành lập công ty riêng. |
| Viên Tuyền        | Đới Tây          | Dì út của Nam Tôn, là bạn cũ nhiều năm của Diệp Cẩn Ngôn. |
| Ngô Việt          | Đường Hân        | Cộng sự nhiều năm của Diệp Cẩn Ngôn, chiến thắng Đới Tây trong cuộc cạnh tranh năm xưa tại Tinh Ngôn. Về sau chuyển sang đầu quân cho Dương Kha, trở thành cấp trên trực tiếp của Tưởng Nam Tôn. |
| Vu Tiểu Vỹ        | Lý Nhất Phạm     | Đối tượng xem mắt của Nam Tôn, hơn cô nhiều tuổi. Là người lí tính, thực dụng, sở hữu một công ty riêng, đối với Nam Tôn rất có hứng thú, cũng giúp đỡ cô nhiều chuyện. |
| Trương Thần Quang | Tưởng Tiên Sinh  | Cha của Tưởng Nam Tôn, nghiện chơi cổ phiếu. Sau khi Tưởng gia phá sản, ông nhảy lầu tự sát. |
| Ngô Ngọc Phương   | Đới Nhân         | Mẹ của Tưởng Nam Tôn. Sau cái chết của chồng, bà sang Ý và tái hôn cùng một giáo sư người Trung Quốc. |
| Ngô Ngạn Xu       | Bà Tưởng         | Bà nội của Tưởng Nam Tôn, khá cổ hủ nhưng là người giàu tình cảm. Sau cái chết của con trai, bà sống cùng Nam Tôn và Tỏa Tỏa. |

## Nhạc phim
|   | Tên tiéng Việt      | Tên tiếng Trung | Trình bày      | Ghi chú       |
| - | ------------------- | --------------- | -------------- | ------------- |
| 1 | Phục Lạc Viên       | 复乐园          | Mộc Đầu        | Nhạc mở đầu   |
| 2 | Mặt trăng, mặt trời | 太阳月亮        | Mao Bất Dịch   | Nhạc kết thúc |
| 3 | Song hoa            | 双花            | Trương Hàm Vận |               |
| 4 | Bất chợt            | 蓦然            | Hồ Hạ          | Nhạc đệm      |
| 5 | It's you            |                 | Tống Lạc Khiêm |               |

## Giải thưởng và đề cử
| Giải thưởng                   | Hạng mục                         | Được đề cử  | Kết quả   | Ref.  |
| ----------------------------- | -------------------------------- | ----------- | --------- | ----- |
| Giải Bạch Ngọc Lan lần thứ 27 | Phim truyền hình xuất sắc nhất   |             | Đề cử     | [ 5 ] |
| Giải Bạch Ngọc Lan lần thứ 27 | Đạo diễn xuất sắc nhất           | Thẩm Nghiêm | Đề cử     | [ 5 ] |
| Giải Bạch Ngọc Lan lần thứ 27 | Kịch bản chuyển thể hay nhất     | Tần Văn     | Đề cử     | [ 5 ] |
| Giải Bạch Ngọc Lan lần thứ 27 | Nữ diễn viên chính xuất sắc nhất | Nghê Ni     | Đề cử     | [ 5 ] |
| Giải Bạch Ngọc Lan lần thứ 27 | Chỉ đạo nghệ thuật xuất sắc nhất | Di Kun      | Đoạt giải | [ 5 ] |